# Cirolana lignicola
Cirolana lignicola là một loài chân đều trong họ Cirolanidae. Loài này được Nunomura miêu tả khoa học năm 1984.